# Mycetophila trancasensis
Mycetophila trancasensis är en tvåvingeart som beskrevs av Duret 1992. Mycetophila trancasensis ingår i släktet Mycetophila och familjen svampmyggor. Inga underarter finns listade i Catalogue of Life.